# Sikkimtimalia
Sikkimtimalia (Stachyris humei) är en fågel i familjen timalior inom ordningen tättingar.

## Utseende och läte
Sikkimtimalian är en 18 cm lång, svartaktig fågel med kilformad näbb. Ovansidan är mörkbrun med beigefärgade spolstreck på hjässan och övre delen av manteln, medan den relativt korta och breda stjärten är fint svartbandad. I ansiktet syns grått ögonbrynsstreck bakom ögat, medan resten av undersidan är svartaktig med olivbrun streckning på flankerna. På bukens mitt syns ett grovt, vitt fjällmönster. I den högljudda sången som ofta levereras i duett hörs melodiska, pipiga och böjda visslingar.
Arten är lik cachartimalian och dessa behandlades tidigare som en och samma art (se nedan). Cachartimalian skiljer sig dock genom ett mycket tydligt mönster med vita, triangelformade fjäll på brunare undersida. Vidare har den brunaktig kind, saknar ögonbrynsstreck och har ljusgrå spetsar på manteln och tertialerna. 

## Utbredning och systematik
Fågeln förekommer i Himalaya från Sikkim till norra Assam (norr om Brahmaputra). Numera behandlades den som monotypisk, det vill säga att den inte delas in i några underarter. Tidigare inkluderades cachartimalian (S. roberti) som underart till sikkimtimalian, som då på svenska kallades kilnäbbssmygtimalia.

### Släktestillhörighet
Sikkimtimalia och dess nära släkting cachartimalia placerades tidigare i det egna släktet Sphenocichla, men DNA-studier visar att det är inbäddat i Stachyris.

## Levnadssätt
Sikkimtimalian hittas på marken och i undervegetationen i städsegröna lövskogar och bambustånd på mellan 900 och 1950 meters höjd. Den ses ofta söka föda i tät undervegetation nära strömmande vattendrag, men även uppe i träd. Dess häckningsbiologi är okänd.

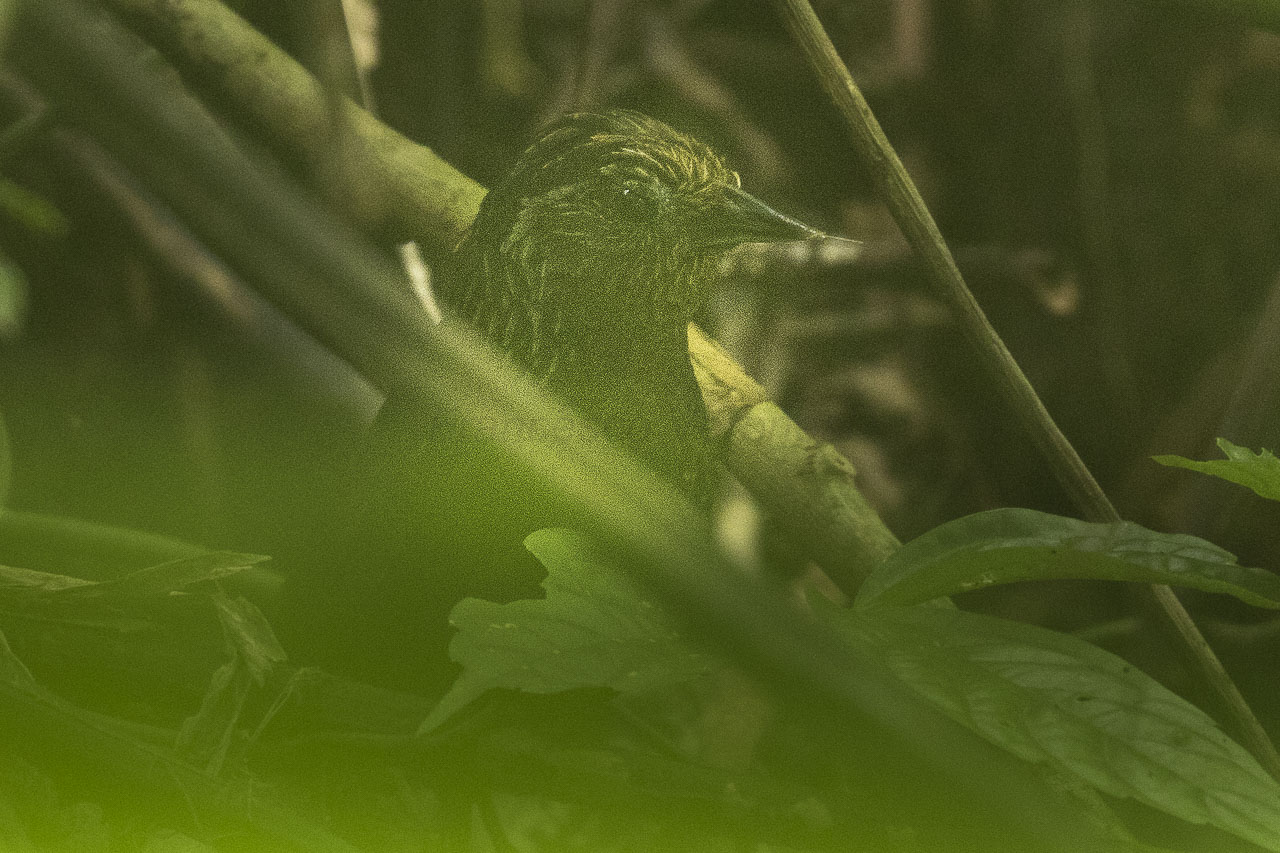

## Status och hot
Sikkimtimalian har en liten världspopulation på uppskattningsvis mellan 2 500 och 10 000 individer, som dessutom minskar i antal till följd av omvandling av dess levnadsmiljö för jordbruk. Internationella naturvårdsunionen IUCN kategoriserar därför arten som nära hotad.

## Namn
Fågelns vetenskapliga artnamn hedrar Allan Octavian Hume (1829–1912), skotsk läkare, ämbetsman och den egentlige grundaren till Indiska nationalkongressen, tillika ornitolog. Han var son till parlamentsledamoten Joseph Hume..